# Ланда (Новара)
Ланда је насеље у Италији у округу Новара, региону Пијемонт.
Према процени из 2011. у насељу је живело 36 становника. Насеље се налази на надморској висини од 230 м.